# 科內利亞站
科內利亞站（義大利語：Cornelia）是羅馬地鐵的一個車站。科內利亞站是一個地下車站，開業於2000年1月1日，站名來自於科內利亞路。科內利亞站是羅馬地鐵A線的車站。

## 外部連結
- Cornelia station on the Rome public transport site (in Italian)